# Meteghan River
Meteghan River är ett vattendrag i Kanada.   Det ligger i provinsen Nova Scotia, i den sydöstra delen av landet, 800 km öster om huvudstaden Ottawa.
I omgivningarna runt Meteghan River växer i huvudsak blandskog. Runt Meteghan River är det glesbefolkat, med 9 invånare per kvadratkilometer.